# Fernando Gil
Fernando Miguel Gil Eisner (ur. 8 maja 1953 w Montevideo, zm. 17 stycznia 2020 w Salto) – urugwajski duchowny rzymskokatolicki, w latach 2018–2020 biskup Salto.

## Życiorys
Święcenia kapłańskie przyjął 25 marca 1983 i początkowo został inkardynowany do diecezji Morón, a od 1997 był duchownym diecezji Merlo-Moreno. Był m.in. ojcem duchownym seminarium w Morón, a także bibliotekarzem, wicedziekanem i dziekanem wydziału teologicznego Papieskiego Katolickiego Uniwersytetu Argentyny.
24 lipca 2018 papież Franciszek mianował go biskupem Salto. 23 września 2018 otrzymał sakrę biskupią z rąk kardynała Daniela Sturla.
Zmarł 17 stycznia 2020.